# Temporada 1993-94 de los Utah Jazz
La temporada 1993-94 fue la vigésima de los Jazz en la NBA, y la decimoquinta en su ubicación en Salt Lake City, tras cinco temporadas en Nueva Orleans. La temporada regular acabó con 53 victorias y 29 derrotas, ocupando el quinto puesto de la Conferencia Oeste, clasificádose para los playoffs, en los que cayeron en las finales de conferencia ante los Houston Rockets.

## Elecciones en elDraft
| Ronda | Puesto | Jugador       | Posición | Nacionalidad   | Universidad      |
| ----- | ------ | ------------- | -------- | -------------- | ---------------- |
| 1     | 18     | Luther Wright | C        | Estados Unidos | Seton Hall       |
| 2     | 45     | Bryon Russell | SF       | Estados Unidos | Long Beach State |

## Temporada regular
| División Medio Oeste   | División Medio Oeste | División Medio Oeste | División Medio Oeste | División Medio Oeste | División Medio Oeste | División Medio Oeste | División Medio Oeste | División Medio Oeste |
| Equipo                 | G                    | P                    | %                    | PD                   | Casa                 | Fuera                | Div                  |                      |
| ---------------------- | -------------------- | -------------------- | -------------------- | -------------------- | -------------------- | -------------------- | -------------------- | -------------------- |
| y-Houston Rockets      | 58                   | 24                   | .707                 | —                    | 35–6                 | 23–18                | 15–11                |                      |
| x-San Antonio Spurs    | 55                   | 27                   | .671                 | 3                    | 32–9                 | 23–18                | 16–10                |                      |
| x-Utah Jazz            | 53                   | 29                   | .646                 | 5                    | 33–8                 | 20–21                | 21–5                 |                      |
| x-Denver Nuggets       | 42                   | 40                   | .512                 | 16                   | 28–13                | 14–27                | 14–12                |                      |
| Minnesota Timberwolves | 20                   | 62                   | .244                 | 38                   | 13–28                | 7–34                 | 5–21                 |                      |
| Dallas Mavericks       | 13                   | 69                   | .159                 | 45                   | 6–35                 | 7–34                 | 7–19                 |                      |

## Playoffs

### Primera ronda
San Antonio Spurs vs. Utah Jazz 
| Fecha       | Partido                             | Ciudad         |
| ----------- | ----------------------------------- | -------------- |
| 28 de abril | San Antonio Spurs 106, Utah Jazz 89 | San Antonio    |
| 30 de abril | San Antonio Spurs 84, Utah Jazz 96  | San Antonio    |
| 3 de mayo   | Utah Jazz 105, San Antonio Spurs 72 | Salt Lake City |
| 5 de mayo   | Utah Jazz 95, San Antonio Spurs 90  | Salt Lake City |
|             | Utah Jazz gana las series 3-1       |                |

### Semifinales de Conferencia
Utah Jazz  vs. Denver Nuggets
| Fecha      | Partido                           | Ciudad |
| ---------- | --------------------------------- | ------ |
| 10 de mayo | Utah Jazz 100, Denver Nuggets 91  | Utah   |
| 12 de mayo | Utah Jazz 104, Denver Nuggets 94  | Utah   |
| 14 de mayo | Denver Nuggets 109, Utah Jazz 111 | Denver |
| 15 de mayo | Denver Nuggets 83, Utah Jazz 82   | Denver |
| 17 de mayo | Utah Jazz 101, Denver Nuggets 109 | Utah   |
| 19 de mayo | Denver Nuggets 94, Utah Jazz 91   | Denver |
| 21 de mayo | Utah Jazz 91, Denver Nuggets 81   | Utah   |
|            | Utah Jazz gana las series 4-3     |        |

### Finales de Conferencia
Houston Rockets  vs. Utah Jazz
| Fecha      | Partido                             | Ciudad  |
| ---------- | ----------------------------------- | ------- |
| 23 de mayo | Houston Rockets 100, Utah Jazz 88   | Houston |
| 25 de mayo | Houston Rockets 104, Utah Jazz 99   | Houston |
| 27 de mayo | Utah Jazz 95, Houston Rockets 86    | Utah    |
| 29 de mayo | Utah Jazz 78, Houston Rockets 80    | Utah    |
| 31 de mayo | Houston Rockets 94, Utah Jazz 83    | Houston |
|            | Houston Rockets gana las series 4-1 |         |

## Estadísticas

### Temporada regular
| Rk | Jugador            | Edad | P  | PT | MP   | TC  | TCI  | %TC   | T3  | T3I | %T3  | TL  | TLI | %TL   | RO  | RD  | RT   | AS   | RB  | TAP | BP  | FP  | PTS  |
| -- | ------------------ | ---- | -- | -- | ---- | --- | ---- | ----- | --- | --- | ---- | --- | --- | ----- | --- | --- | ---- | ---- | --- | --- | --- | --- | ---- |
| 1  | Karl Malone        | 30   | 82 | 82 | 40.6 | 9.4 | 18.9 | .497  | 0.1 | 0.4 | .250 | 6.2 | 9.0 | .694  | 2.9 | 8.6 | 11.5 | 4.0  | 1.5 | 1.5 | 2.9 | 3.3 | 25.2 |
| 2  | John Stockton      | 31   | 82 | 82 | 36.2 | 5.6 | 10.6 | .528  | 0.6 | 1.8 | .322 | 3.3 | 4.1 | .805  | 0.9 | 2.3 | 3.1  | 12.6 | 2.4 | 0.3 | 3.2 | 2.9 | 15.1 |
| 3  | Jeff Malone        | 32   | 50 | 50 | 33.1 | 6.8 | 13.8 | .488  | 0.1 | 0.1 | .500 | 2.6 | 3.1 | .843  | 0.6 | 1.7 | 2.3  | 1.3  | 0.5 | 0.1 | 1.1 | 1.5 | 16.2 |
| 4  | Jeff Hornacek      | 30   | 27 | 9  | 30.6 | 5.4 | 10.7 | .509  | 0.7 | 1.6 | .429 | 3.0 | 3.4 | .891  | 0.7 | 1.8 | 2.5  | 3.9  | 1.2 | 0.1 | 1.2 | 2.6 | 14.6 |
| 5  | Felton Spencer     | 26   | 79 | 79 | 28.0 | 3.2 | 6.4  | .505  | 0.0 | 0.0 |      | 2.1 | 3.4 | .607  | 3.0 | 5.4 | 8.3  | 0.5  | 0.5 | 0.8 | 1.6 | 3.8 | 8.6  |
| 6  | Tyrone Corbin      | 31   | 82 | 17 | 26.2 | 3.3 | 7.2  | .456  | 0.1 | 0.4 | .207 | 1.4 | 1.8 | .813  | 1.8 | 2.9 | 4.7  | 1.5  | 1.2 | 0.3 | 1.1 | 2.6 | 8.0  |
| 7  | Tom Chambers       | 34   | 80 | 0  | 23.0 | 4.1 | 9.4  | .440  | 0.2 | 0.6 | .311 | 2.8 | 3.5 | .786  | 1.1 | 3.0 | 4.1  | 1.0  | 0.5 | 0.4 | 1.1 | 2.9 | 11.2 |
| 8  | Jay Humphries      | 31   | 75 | 19 | 21.6 | 3.1 | 7.1  | .436  | 0.5 | 1.3 | .396 | 0.8 | 1.0 | .750  | 0.5 | 1.2 | 1.7  | 2.9  | 0.9 | 0.1 | 1.3 | 2.2 | 7.5  |
| 9  | David Benoit       | 25   | 55 | 18 | 19.5 | 2.5 | 6.6  | .385  | 0.2 | 1.1 | .203 | 1.2 | 1.6 | .773  | 1.6 | 3.1 | 4.7  | 0.4  | 0.4 | 0.7 | 0.7 | 2.1 | 6.5  |
| 10 | Bryon Russell      | 23   | 67 | 48 | 16.7 | 2.0 | 4.2  | .484  | 0.0 | 0.3 | .091 | 0.9 | 1.5 | .614  | 0.9 | 1.8 | 2.7  | 0.8  | 1.0 | 0.3 | 0.8 | 2.1 | 5.0  |
| 11 | Walter Bond        | 24   | 56 | 4  | 10.0 | 1.1 | 2.8  | .404  | 0.3 | 1.0 | .352 | 0.6 | 0.7 | .775  | 0.4 | 0.7 | 1.1  | 0.6  | 0.3 | 0.2 | 0.3 | 1.6 | 3.1  |
| 12 | John Crotty        | 24   | 45 | 0  | 7.0  | 1.0 | 2.2  | .455  | 0.2 | 0.5 | .458 | 0.7 | 0.8 | .861  | 0.2 | 0.4 | 0.7  | 1.7  | 0.3 | 0.0 | 0.6 | 0.8 | 2.9  |
| 13 | Luther Wright      | 22   | 15 | 2  | 6.1  | 0.5 | 1.5  | .348  | 0.0 | 0.1 | .000 | 0.2 | 0.3 | .750  | 0.4 | 0.3 | 0.7  | 0.0  | 0.1 | 0.1 | 0.4 | 1.4 | 1.3  |
| 14 | Stephen Howard     | 23   | 9  | 0  | 5.9  | 1.1 | 1.9  | .588  | 0.0 | 0.0 |      | 1.2 | 1.8 | .688  | 1.1 | 0.7 | 1.8  | 0.1  | 0.1 | 0.3 | 0.7 | 1.4 | 3.4  |
| 15 | Dave Jamerson      | 26   | 1  | 0  | 4.0  | 0.0 | 2.0  | .000  | 0.0 | 0.0 |      | 1.0 | 1.0 | 1.000 | 0.0 | 1.0 | 1.0  | 0.0  | 0.0 | 0.0 | 0.0 | 0.0 | 1.0  |
| 16 | Darren Morningstar | 24   | 1  | 0  | 4.0  | 1.0 | 1.0  | 1.000 | 0.0 | 0.0 |      | 0.0 | 0.0 |       | 0.0 | 1.0 | 1.0  | 0.0  | 0.0 | 0.0 | 0.0 | 1.0 | 2.0  |
| 17 | Sean Green         | 23   | 1  | 0  | 2.0  | 0.0 | 1.0  | .000  | 0.0 | 0.0 |      | 0.0 | 0.0 |       | 0.0 | 0.0 | 0.0  | 0.0  | 0.0 | 0.0 | 0.0 | 0.0 | 0.0  |
| 18 | Aaron Williams     | 22   | 6  | 0  | 2.0  | 0.3 | 1.3  | .250  | 0.0 | 0.0 |      | 0.0 | 0.2 | .000  | 0.2 | 0.3 | 0.5  | 0.2  | 0.0 | 0.0 | 0.2 | 0.7 | 0.7  |
| 19 | Chad Gallagher     | 24   | 2  | 0  | 1.5  | 1.5 | 1.5  | 1.000 | 0.0 | 0.0 |      | 0.0 | 0.0 |       | 0.0 | 0.0 | 0.0  | 0.0  | 0.0 | 0.0 | 0.0 | 1.0 | 3.0  |

### Playoffs
| Rk | Jugador        | Edad | P  | PT | MP   | TC  | TCI  | %TC  | T3  | T3I | %T3   | TL  | TLI  | %TL   | RO  | RD  | RT   | AS  | RB  | TAP | BP  | FP  | PTS  |
| -- | -------------- | ---- | -- | -- | ---- | --- | ---- | ---- | --- | --- | ----- | --- | ---- | ----- | --- | --- | ---- | --- | --- | --- | --- | --- | ---- |
| 1  | Karl Malone    | 30   | 16 | 16 | 43.9 | 9.9 | 21.1 | .467 | 0.0 | 0.3 | .000  | 7.4 | 10.0 | .738  | 3.3 | 9.1 | 12.4 | 3.4 | 1.4 | 0.8 | 2.1 | 3.7 | 27.1 |
| 2  | John Stockton  | 31   | 16 | 16 | 37.3 | 5.5 | 12.1 | .456 | 0.3 | 1.5 | .167  | 3.2 | 3.9  | .810  | 0.9 | 2.4 | 3.3  | 9.8 | 1.7 | 0.5 | 2.5 | 2.8 | 14.4 |
| 3  | Jeff Hornacek  | 30   | 16 | 16 | 34.9 | 5.3 | 11.2 | .475 | 0.9 | 2.1 | .441  | 3.9 | 4.3  | .912  | 0.7 | 1.8 | 2.4  | 4.0 | 1.5 | 0.4 | 1.8 | 2.8 | 15.4 |
| 4  | Felton Spencer | 26   | 16 | 16 | 30.8 | 2.9 | 6.6  | .448 | 0.0 | 0.0 |       | 2.1 | 3.1  | .660  | 3.8 | 4.6 | 8.4  | 0.4 | 0.2 | 1.3 | 1.5 | 4.6 | 7.9  |
| 5  | Tyrone Corbin  | 31   | 16 | 11 | 25.8 | 2.6 | 6.6  | .387 | 0.3 | 0.8 | .333  | 0.9 | 0.9  | .933  | 1.6 | 3.4 | 4.9  | 0.9 | 1.3 | 0.2 | 0.7 | 1.9 | 6.3  |
| 6  | David Benoit   | 25   | 16 | 5  | 22.3 | 3.0 | 7.6  | .393 | 0.2 | 1.0 | .188  | 1.0 | 1.6  | .640  | 1.4 | 2.8 | 4.2  | 0.6 | 0.4 | 0.7 | 1.0 | 1.9 | 7.2  |
| 7  | Jay Humphries  | 31   | 16 | 0  | 22.3 | 2.9 | 6.8  | .426 | 0.4 | 1.4 | .318  | 1.2 | 1.8  | .679  | 0.5 | 1.8 | 2.3  | 2.4 | 0.8 | 0.1 | 1.0 | 2.8 | 7.4  |
| 8  | Tom Chambers   | 34   | 16 | 0  | 20.3 | 2.2 | 6.1  | .361 | 0.0 | 0.4 | .000  | 1.4 | 1.8  | .793  | 1.0 | 1.8 | 2.8  | 0.8 | 0.3 | 0.6 | 0.5 | 3.1 | 5.8  |
| 9  | Bryon Russell  | 23   | 6  | 0  | 6.0  | 0.7 | 1.7  | .400 | 0.3 | 0.5 | .667  | 1.0 | 1.0  | 1.000 | 0.7 | 0.8 | 1.5  | 0.5 | 0.0 | 0.0 | 0.2 | 0.5 | 2.7  |
| 10 | John Crotty    | 24   | 8  | 0  | 4.8  | 0.5 | 1.4  | .364 | 0.3 | 0.3 | 1.000 | 0.3 | 0.3  | 1.000 | 0.0 | 0.4 | 0.4  | 1.1 | 0.1 | 0.0 | 0.1 | 0.8 | 1.5  |
| 11 | Walter Bond    | 24   | 4  | 0  | 3.3  | 0.0 | 0.5  | .000 | 0.0 | 0.3 | .000  | 0.3 | 0.5  | .500  | 0.0 | 0.3 | 0.3  | 0.0 | 0.3 | 0.0 | 0.0 | 1.0 | 0.3  |
| 12 | Stephen Howard | 23   | 10 | 0  | 2.7  | 0.3 | 1.1  | .273 | 0.0 | 0.0 |       | 0.8 | 1.1  | .727  | 0.3 | 0.7 | 1.0  | 0.0 | 0.0 | 0.0 | 0.2 | 1.1 | 1.4  |

## Galardones y récords
| Jugador       | Galardón                          |
| Karl Malone   | Mejor quinteto de la NBA All-Star |
| John Stockton | Mejor quinteto de la NBA All-Star |